# Monastère de Dietfurt

Le Monastère de Dietfurt  est un monastère des Franciscains-Récollets situé à Dietfurt an der Altmühl en Bavière dans l'évêché d'Eichstätt.

## Histoire
Ce monastère a été fondé en 1660 et fermé en 1802 à la suite de la sécularisation des biens de l'Église en Bavière par les troupes françaises.
Mais le 20 juin 1827 le monastère fut refondé.

## Méditation Zen
Depuis les années 1970, ce  monastère est célèbre comme centre de méditation Zen.
Les moines franciscains espèrent ainsi en utilisant des méthodes modernes rendre Dieu plus proche.
À l'époque du Carême ce couvent est un grand centre de pèlerinage dont l'histoire remonte à l'an 1680.